# 滋賀県立守山中学校・高等学校
滋賀県立守山中学校・高等学校（しがけんりつ もりやまちゅうがっこう・こうとうがっこう）は、滋賀県守山市守山にある県立中高一貫校。野球部は1967年夏（第49回）に甲子園出場、サッカー部は全国ベスト4の実績を持つ。

## 高等学校の設置学科
- 普通科

## 歴史
- 1963年
  - 4月1日 - 滋賀県立守山高等学校を設置
  - 4月8日 - 第1回入学式挙行
  - 7月16日 - 開校式挙行
- 1964年4月1日 - 校旗制定
- 1966年3月11日 - 第1回卒業式挙行
- 2002年4月1日 - 2学期制施行
- 2003年
  - 4月1日 - 滋賀県立守山中学校を設置
  - 4月8日 - 中学校開校式、第1回入学式挙行
- 2014年4月 - 文部科学省より、スーパーグローバルハイスクールに認定される

## 出身者
- 野村昌弘（栗東市長）
- 井原正巳（元サッカー選手、元日本代表主将、柏レイソルヘッドコーチ）
- 美濃部直彦（元サッカー選手）
- 望月聡（元サッカー選手）
- 竹岡和宏（元プロ野球選手）
- 森田まさのり（漫画家）
- 中村聖（元サッカー選手、整体師）
- GACKT（アーティスト）[1]
- 新庄真一（ミュージカル俳優）
- 湯上剛輝（陸上競技選手、円盤投日本記録保持者）
- なな湖（ゲーム実況者）